# Целина (Ростовская область)
Целина — посёлок в Ростовской области Российской Федерации. Административный центр Целинского района и Целинского сельского поселения.

## География
Посёлок расположен на юге Ростовской области, в Предкавказье, в пределах Азово-Кубанской низменной равнины. Рельеф местности равнинный, реки и озёра в окрестностях посёлка отсутствуют. В районе Целины распространены чернозёмы южные и обыкновенные мицеллярно-карбонатные. Почвообразующими породами являются глины и суглинки.
По автомобильным дорогам расстояние до областного центра города Ростов-на-Дону составляет 140 км, до ближайшего города Сальск — 43 км. Ближайший населённый пункт посёлок Новая Целина расположен к северо-востоку от Целины по другую сторону от железной дороги. К западу от Целины расположен хутор Северный.
Климат
Климат умеренный, согласно классификации Кёппена-Гейгера влажный континентальный с жарким летом (индекс Dfa). Среднегодовая норма осадков — 537 мм, в течение года осадки распределяются относительно равномерно, однако периодически отмечаются засухи. Среднегодовая температура положительная и составляет +9.4 С, средняя температура января −4,6 С, июля + 23,1 С, однако вторжения арктического воздуха зимой могут вызывать резкие похолодания (абсолютный минимум — 34,1 С), летом воздух может прогреваться до +40 С в тени.
| Показатель                                                                                      | Янв.  | Фев.  | Март  | Апр. | Май  | Июнь | Июль | Авг. | Сен. | Окт.  | Нояб. | Дек.  | Год   |
| ----------------------------------------------------------------------------------------------- | ----- | ----- | ----- | ---- | ---- | ---- | ---- | ---- | ---- | ----- | ----- | ----- | ----- |
| Абсолютный максимум, °C                                                                         | 15,8  | 21,3  | 26,1  | 33,0 | 35,2 | 38,2 | 40,1 | 40,3 | 36,3 | 31,8  | 24,2  | 17,3  | 40,3  |
| Средний суточный максимум, °C                                                                   | −1,3  | −0,2  | 5,7   | 16,6 | 23,1 | 27,0 | 29,9 | 29,1 | 23,5 | 14,8  | 7,1   | 1,6   | 14,7  |
| Средняя температура, °C                                                                         | −4,6  | −4    | 1,1   | 10,1 | 16,3 | 20,5 | 23,1 | 22,1 | 16,3 | 9,0   | 3,2   | −1,6  | 9,4   |
| Средний суточный минимум, °C                                                                    | −7,7  | −7,1  | −2,8  | 4,5  | 9,9  | 14,0 | 16,4 | 15,5 | 10,3 | 4,3   | 0,1   | −4,2  | 4,4   |
| Абсолютный минимум, °C                                                                          | −34,1 | −32,8 | −22,9 | −7,3 | −3,5 | 2,0  | 7,2  | 1,4  | −3,7 | −12,4 | −29,5 | −30,3 | −34,1 |
| Норма осадков, мм                                                                               | 40    | 35    | 34    | 45   | 50   | 54   | 54   | 48   | 36   | 35    | 46    | 60    | 537   |
| Источник: World Climate Абсолютные максимумы и минимумы, средние температуры Количество осадков |       |       |       |      |      |      |      |      |      |       |       |       |       |

Географическое астрономическое время в Целине практически соответствует поясному: истинный полдень — 12:05:51

## История
Официальной датой основания посёлка считался 1922 год, однако местным краеведом, директором Целинского районного музея С. К. Дебёлым было доказано, что датой основания следует считать 1 марта 1916 года. Поселение первоначально носило имя Станция Целина и первыми его поселенцами стали некоторые строители станции и приехавшие на обслуживание увеличивающихся грузопотоков люди.
В начале 1920-х годов сюда устремились семьи из голодных краев страны (Украины, центральных районов), а также молокане и духоборцы. Посёлок становился интернациональным (русские, украинцы, армяне, азербайджанцы, евреи, персы из Ирана). После передачи Турции Карсской области в посёлок были переселены её русские жители.
С 1923 года Целина была административным центром Западно-Коннозаводческого района.
В конце июля 1942 года посёлок и станция были базой Подвижной механизированной группы (ПМГ)Южного фронта, сдерживавшей наступление немцев на Кубань и Кавказ. 31 июля на подступах к Целине произошло ожесточенное сражение между ПМГ и частями 1-й танковой армии немцев. Эти бои отражены даже в дневниках начальника германского Генштаба генерала Гальдера. По другим данным, 30 июля 1942 года авангард 13-й танковой дивизии немецкой армии прорвался к западной окраине Сальска, другая боевая группа заняла населённые пункты Целину и Гигант.
С 1976 по 1992 год имел статус посёлка городского типа. Основан в 1916 году.
В июне 1991 года в посёлке состоялся съезд духоборов России.

## Население
В 1939 году в Целине проживало 5313 человек
| 1959    | 1970    | 1979    | 1989    | 2002    | 2010    | 2012    | 2013    | 2014    |
| ------- | ------- | ------- | ------- | ------- | ------- | ------- | ------- | ------- |
| 7721    | ↗10 112 | ↗11 995 | ↗12 545 | ↘11 092 | ↘10 649 | ↘10 515 | ↘10 400 | ↘10 334 |
| 2015    | 2016    | 2017    | 2018    | 2019    | 2020    | 2021    |         |         |
| ↘10 182 | ↘10 053 | ↘9933   | ↘9803   | ↘9718   | ↗9731   | ↘9720   |         |         |

## Инфраструктура

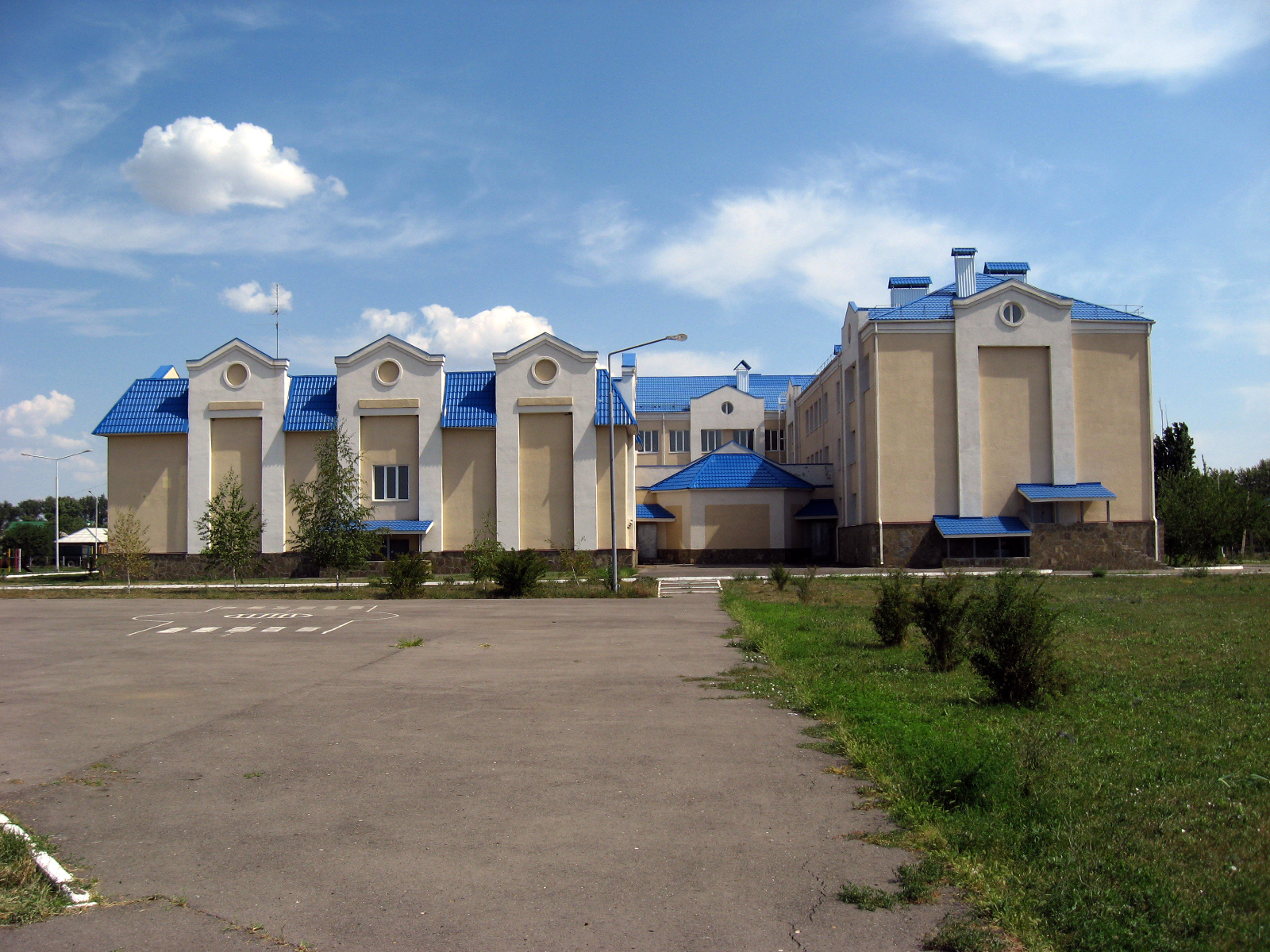
Целинская школа № 32

В поселке Целина работают четыре школы (№ 1, 8, 9 и 32), центральная районная больница, спортивный комплекс «Целина».

## Транспорт
Железнодорожная станция Целина на перегоне Атаман — Трубецкая (ж.д. линии Батайск — Сальск). Близ посёлка проходит региональная автодорога Егорлыкская — Сальск.